# キエリウツボ

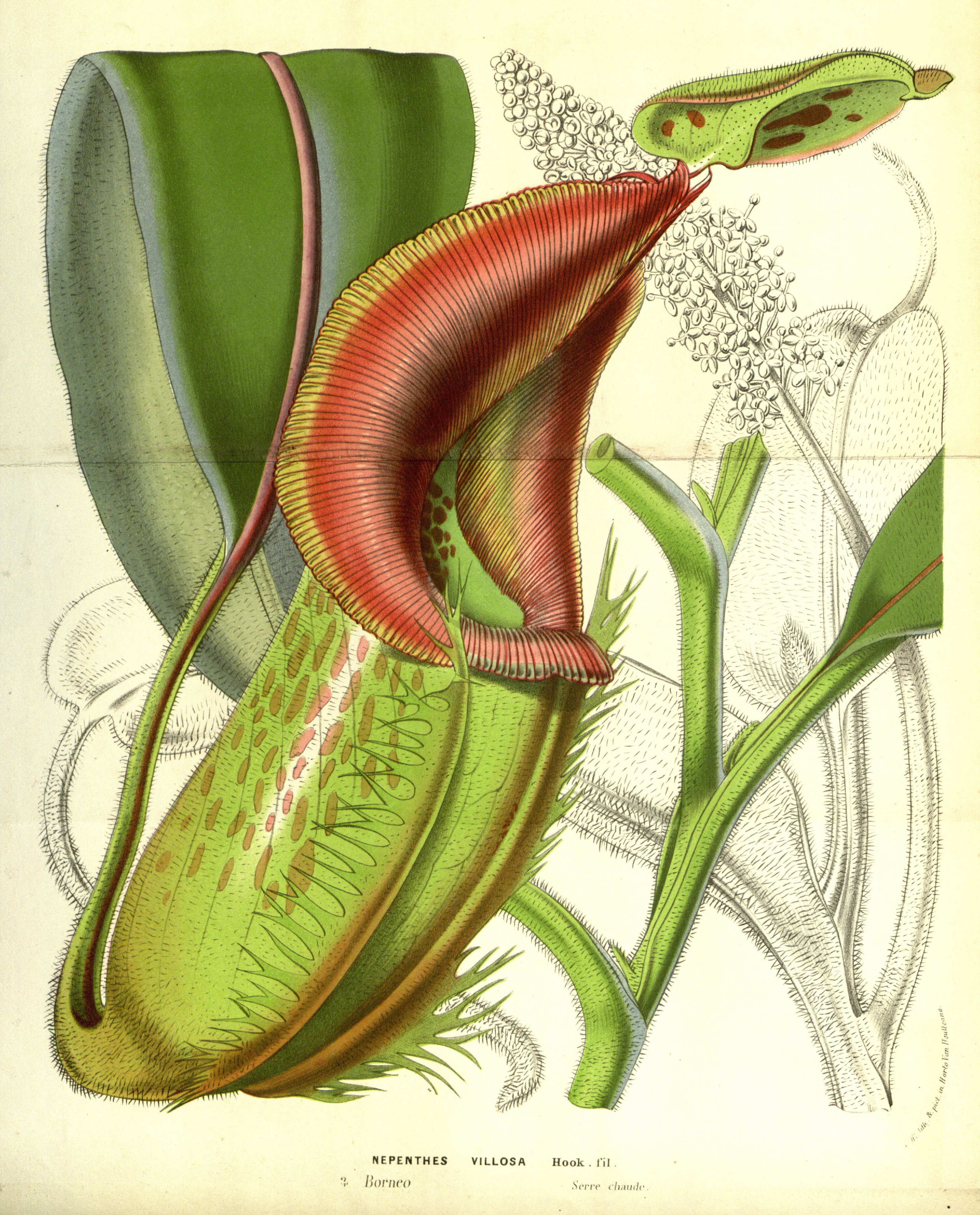
図版

キエリウツボ Nepenthes veitchii Hook.f. は、ウツボカズラ属の食虫植物の1種。着生のウツボカズラとして知られ、また捕虫袋の口にある縁歯は本属で最大である。

## 特徴
植物体全体に比較的長い毛が生えている。茎は長さ0.5-1mほど。これは先へ成長するに連れ、基部側から枯れるためである。葉身は楔形からさじ形で、長さ16-25cm、幅4-10cm、裏面の方に反り返る。葉柄は長さ3-4cm、縦溝があり、基部は茎のほぼ全体を抱える。
捕虫袋の上下2形は不明瞭で、釣り鐘形から漏斗形で、中間よりやや下に最大幅がある。長さは15-28cm、幅は4-14cm、2列の翼は幅4-14mmで、縁飾りがある。縁歯は本属中で本種がもっとも幅広い。縁歯は前面では幅が最も狭くて4-15mm左右に次第に幅広くなって横面でもっとも幅広く、その幅は10-60mmにもなる。
縁歯は綺麗な黄色をしており、よく目立つ。
学名は人名に基づき、ヴィーチ（またはベイチ）氏はイギリスの著名な園芸家として知られる。

## 分布と生育環境

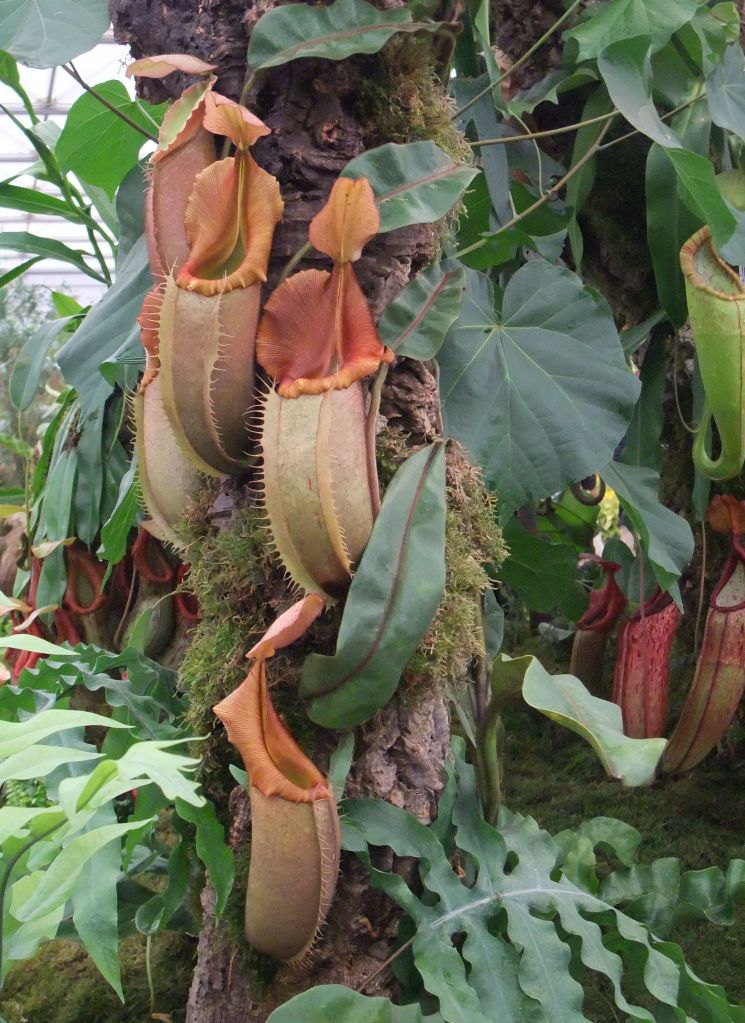
着生状態での栽培例

ボルネオ島の固有種。島の北西部のサラワク、標高700-900mの地域に分布する。
樹木の上のコケの着いた枝に着生して生育する。茎は根茎のようにコケ類に潜り込むことがあり、伸び出して垂れ下がったりする。また、葉身が裏側に反り返り、それによってしがみつく形を作る。
本種の場合、捕虫袋に貯まった水は水分補給の意味もあると考えられる。

## 利用
観賞用に栽培されることがある。他の種と異なり、着生の性質が強いので、ヘゴ板に着けるなどの方法が推奨される。また、最低温度は20℃を必要とする。